# Плоскоголовая соня
Плоскоголовая соня (лат. Graphiurus platyops) — вид грызунов рода африканские сони семейства соневых.

## Описание
Длина тела от 10 до 13 см, длина хвоста от 6 до 11 см. Ведёт наземный или наземно-древесный образ жизни, активна ночью. Обычно обитает  в скальных, лишённых древесной растительности, местообитаниях, если же скал поблизости нет, то среди деревьев. Питается семенами, зелёными частями растений и насекомыми.

## Распространение
Обитает в Анголе, Ботсване, Мозамбике, Южной Африке, Эсватини, Замбии, Демократической Республике Конго и Зимбабве.